# Michèle Jäggi
Michèle Jäggi (Berna, 22 de septiembre de 1987) es una deportista suiza que compite en curling. Ganó una medalla de oro en el Campeonato Mundial de Curling Mixto Doble de 2018.

## Palmarés internacional
| Campeonato Mundial Mixto Doble | Campeonato Mundial Mixto Doble | Campeonato Mundial Mixto Doble | Campeonato Mundial Mixto Doble |
| Año                            | Lugar                          | Medalla                        | Prueba                         |
| ------------------------------ | ------------------------------ | ------------------------------ | ------------------------------ |
| 2018                           | Östersund (Suecia)             | Medalla de oro                 | Mixto doble                    |